# Дурасово (Белебеївський район)
Дура́сово (рос. Дурасово, башк. Дурасов) — присілок у складі Белебеївського району Башкортостану, Росія. Входить до складу Розсвітівської сільської ради.
Населення — 5 осіб (2010; 12 в 2002).
Національний склад:
- чуваші — 67 %

## Відомі особистості
В поселенні народився:
- Маслов Володимир Петрович (1925—1988) — радянський воєначальник.